# Pinus sylvestris var. iberica

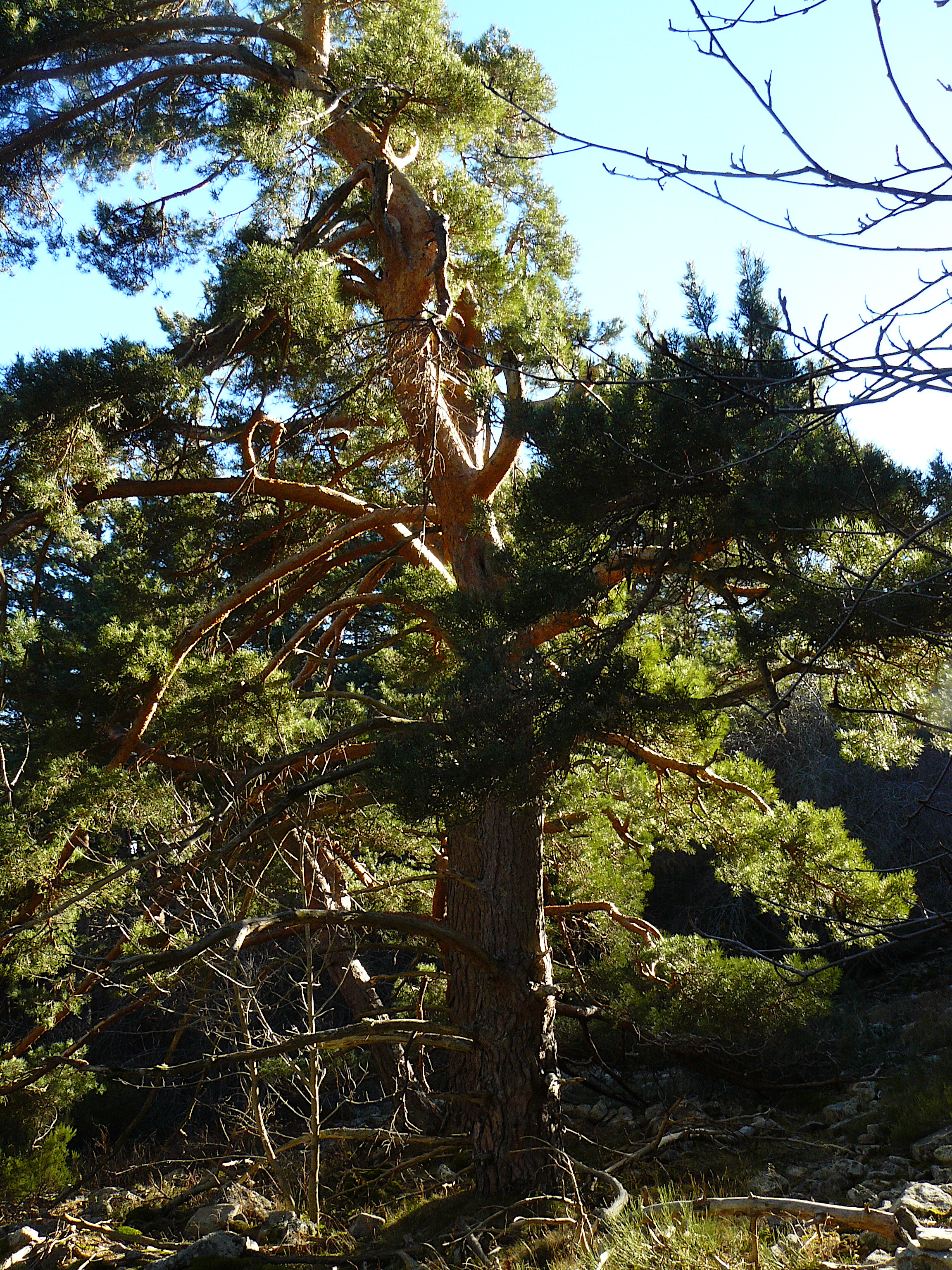
Árbol de Pinus sylvestris var iberica en el Parque Natural del Moncayo (Zaragoza) 41.797138, -1.830076

El Pinus sylvestris var. iberica (Svoboda)  es una variedad de Pino silvestre o Pino albar, endémico de España, que se extiende a lo largo del Sistema Ibérico -conectando con ejemplares de Pinus sylvestris var. pyrenaica en el extremo norte (Cantabria y País Vasco) y con ejemplares de Pinus sylvestris var. catalaunica en su extremo sur (Tarragona) - y norte del Macizo Central entre los 1200 y 1900 metros sobre el nivel del mar[cita requerida] (m s. n. m.). Al igual que la variedad típica -el Pinus sylvestris var. sylvestris -la variedad más abundante del resto de Eurasia[cita requerida]- presenta un tronco cubierto de una corteza -o ritidoma- gruesa gris, de escamas medianas y profundamente asurcadas en su parte baja y media, mientras que en su parte superior y gran parte de sus ramas es rojiza o asalmonada, formada por escamas muy finas y de aspecto papiráceo. 
Tanto las acículas (o agujas) y piñas de Pinus sylvestris var. iberica son más pequeñas -dentro de la gran variabilidad que presentan todas las variedades existentes en España- que la mayor parte del resto de variedades. Las piñas miden 3,7 cm de largo por 2 cm ancho, mientras que las acículas tienen 3-3,5 centímetros (cm)[cita requerida]  de longitud, de color verde-azulado; pero todos estos caracteres son muy variables en función del grado de hibridación con Pinus x rhaetica o con Pinus nigra subsp. salzmannii[cita requerida]

## Descripción
A simple vista, Pinus sylvestris var. iberica esta variedad, que otros autores defienden que, en realidad se trata de la especie Pinus iberica, no difiere significativamente de Pinus sylvestris en su porte ni características generales. 
Es un árbol de tronco, en general recto, que puede alcanzar los 20 metros, pero normalmente no pasa de los 10-12 metros de altura. Sus ramas son extendidas -y funcionales- desde el tercio inferior del tronco, según la sombra que proyecten otros ejemplares, pero denota su condición de árbol propio de hábitats abiertos o dehesas. Su figura es aproximadamente tronco-cónica y es fácilmente identificable por la combinación del naranja de la parte superior del tronco y el verde azulado o verde blancuzco de sus hojas.

### Tronco oritidoma
Pinus sylvestris var. iberica presenta un tronco cubierto de una corteza - o ritidoma- gruesa gris, de escamas medianas y profundamente asurcadas en su parte baja y media, mientras que en su parte superior y gran parte de sus ramas es rojiza o asalmonada, formada por escamas muy finas y de aspecto papiráceo. En cuanto a sus ramas, crecen de forma abierta, manteniendo un ángulo con el tronco de >45º cubiertas por el mismo tipo de escamas papiráceas descritas y mismo color asalmonado.

### Acículas
Las acículas crecen simétricamente en haces o fascículos de a dos, miden 3-3,5 centímetros (cm)[cita requerida], mucho más pequeñas que el resto de variedades presentes en España (48.68 ± 11.11 mm) siendo estas últimas, más pequeñas que el resto de variedades de Europa. Además, las acículas son de color verde-azulado -a diferencia del resto de pinos, debido a una mayor cantidad de canales resiníferos[cita requerida]- de haz rotado longitudinalmente, pero todos estos caracteres son muy variables en función del grado de hibridación con Pinus x rhaetica o con Pinus nigra subsp. salzmannii[cita requerida]

### Conos oestróbilos
Los conos femeninos o estróbilos -llamados de forma coloquial piñas- de Pinus sylvestris var. iberica son más pequeños (3,7 cm de largo por 1,9 cm alto)-dentro de la gran variabilidad que presentan todas las variedades existentes en España- que la mayor parte de piñas del resto de variedades existentes en España.

## Origen
Durante los períodos fríos de las últimas glaciaciones y sobre todo, interglaciares (10 200-8800 años AP), los bosques de Pinus sylvestris.Error de transcripción El posterior aumento de la temperatura y la humedad durante el período Boreal (8800 - 7500 AP) y
Los períodos Atlántico (7500 - 4500 AP) dieron como resultado la expansión gradual de las especies de hoja caduca y el aislamiento y acantonamiento de P. sylvestris a laderas de orografía limitante para las caducifolias y enclaves continentalizados.
Así, las variedades de Pinus sylvestris, entre las que se encuentra Pinus sylvestris var. iberica tienen su origen en una separación y aislamiento muy temprano y durante mayor tiempo que el resto de casi todas las variedades existentes en Europa

## Distribución
La distribución de Pinus sylvestris var iberica está ligada -entre otras asociaciones fitosociológicas- a la Asociación Junipero sabinae-Pinetum ibericae y ésta sólo se encuentra en el Sistema Ibérico sobre diferentes sustratos, altitudes y climatología

## Ecología

### Junipero sabinae-Pinetum ibericae
Pinus sylvestris var. iberica se ha definido históricamente sólo desde el punto de la Fitosociología -sin apenas establecer diferencias entre variedades, en base a su morfología, salvo en el caso de sus piñas[cita requerida]-. Así, se incluye dentro de varias asociaciones fitosociológicas, pero principalmente -por su papel de especie característica- dentro de la Asociación Junipero sabinae-Pinetum ibericae Rivas Goday and Borja 1961 que comprende una serie de especies o taxones característicos de esa Asociación, además de Pinus sylvestris var. iberica: Juniperus sabina, Juniperus communis ssp. hemisphaerica, Berberis hispanica ssp. seroi, Prunus prostrata, Ribes alpinum, Ribes uva-crispa, Rosa sicula, Helleborus foetidus y Astragalus sempervirens ssp. muticus [MHCV:62]

#### 9430*Bosques montanos y subalpinos de Pinus uncinata (en sustratos yesosos o calcáreos) (*)Subtipo 2: Pinaresrelícticosde Pinus uncinata y Pinus sylvestris del Sistema Ibérico
Más en detalle, el Ministerio de Medio Ambiente clasifica esta variedad como taxón que forma parte de este tipo de hábitat, [ 9430*; Hábitat de Interés Comunitario (HIC)] y además, prioritariodándole estructura y funcionalidad, aunque no es exclusivo de él. Actúa como diferencial de este subtipo [subtipo 2, con errata en el original; 9430*:49]
Así, este subtipo 2 está formado por una serie de especies muy características -entre las que se encuentra Pinus sylvestris var iberica como exclusiva de este subtipo de Asociación- y su óptimo ecológico quedaría definido por el óptimo de éstas, en función de su frecuencia:
| Taxón                                     | Subtipo | Presencia*                       | Abundancia               |
| ----------------------------------------- | ------- | -------------------------------- | ------------------------ |
| Pinus uncinata                            | 2       | Habitual, diagnóstica, exclusiva | Muy abundante, dominante |
| Pinus sylvestris var. iberica             | 2       | Habitual, diagnóstica, exclusiva | Muy abundante, dominante |
| Pinus x rhaetica nothovar. borjae         | 2       | Habitual, diagnóstica, exclusiva | Rara, escasa             |
| Juniperus sabina                          | 2       | Habitual, diagnóstica            | Moderada, muy abundante  |
| Juniperus communis subsp. communis        | 2       | Habitual, diagnóstica            | Escasa, moderada         |
| Sideritis fernandez-casassi               | 2       | Habitual, diagnóstica            | Escasa, moderada         |
| Galium javalambrense                      | 2       | Habitual, diagnóstica            | Escasa, moderada         |
| Veronica tenuifolia subsp. javalambrensis | 2       | Habitual, diagnóstica            | Escasa, moderada         |
| Astragalus muticus                        | 2       | Habitual, diagnóstica            | Escasa, moderada         |
| Aquilegia vulgaris subsp. hispanica       | 2       | Habitual, diagnóstica            | Rara, escasa             |
| Potentilla cinerea                        | 2       | Habitual, diagnóstica            | Rara, escasa             |

*Presencia: Habitual:[sic] taxón característico, en el sentido de que suele encontrarse habitualmente en el tipo de hábitat; Diagnóstico: entendido como diferencial del tipo/subtipo de hábitat frente a otros; Exclusivo: taxón que sólo vive en ese tipo/subtipo de hábitat.  [9430*:47]
A la vista de la tabla arriba adjunta, se concluye que Pinus sylvestris var. iberica  es una de las especies exclusivas y diagnósticas de este hábitat prioritario, pero además, su óptimo ecológico podría describirse con la presencia de Pinus uncinata -pero este último se circunscribe a una zona muy concreta, El Monegro de Gúdar, con condiciones muy diferentes a las estandar del resto de la especie en España y Europa- Pinus x rhaetica (sólo la nothovar borjae, por ubicarse en el Sistema Ibérico, muy diferente del resto de hábitats donde se presenta esta última especie) y por la presencia de Juniperus sabina, debido a su abundancia. 
En menor medida, Pinus sylvestris var iberica está ligado a la presencia de Juniperus communis, Potentilla cinerea y Astragalus muticus (syn. Astragalus nevadensis subsp. muticus), que si bien aparecen como escasas, son habituales
-y también diagnósticas- al igual que el resto de especies arriba descritas: Berberis hispanica ssp. seroi, Prunus prostrata, Ribes alpinum, Ribes uva-crispa, Rosa sicula y Helleborus foetidus y fáciles de determinar a lo largo de todo el año. A diferencia del resto de herbáceas presentes en este hábitat.
|                                     | CLIMA | CLIMA   | CLIMA    | CLIMA  | SUELO | SUELO   | SUELO  | SUELO | SUELO | SUELO | CORREL. |
| Especie                             | LUX1  | HR (%)2 | Tª (ºC)3 | Cont.4 | pH5   | HR (%)6 | Text.7 | NOx8  | ClX9  | CN10  | MODA11  |
| Juniperus sabina                    | 7     | 4       | 3        | 4      | 5     | 2       | 5      | 2     | 1     | 7     | 0,654   |
| Pinus sylvestris                    | 8     | 4       | 3        | 5      | 5     | 4       | 4      | 3     | 1     | 5     | 0,854   |
| Potentilla cinerea                  | 9     | 3       | 6        | 6      | 8     | 2       | 3      | 1     | 1     | 2     | 0,872   |
| Juniperus communis subsp. communis  | 8     | 4       | 5        | 5      | 5     | 3       | 4      | 3     | 1     | 2     | 0,94    |
| Astragalus nevadensis               | 8     | 4       | 2        | 3      | 8     | 3       | 3      | 2     | 1     | 2     | 0,84    |
| Pinus x rhaetica                    | 7     | 6       | 3        | 4      | 4     | 5       | 4      | 4     | 1     | 5     | 0,631   |
| Aquilegia vulgaris subsp. hispanica | 6     | 5       | 6        | 5      | 7     | 4       | 3      | 5     | 1     | 2     | 0,401   |
| MEDIA                               | 7,57  | 4,29    | 4,00     | 4,57   | 6,00  | 3,29    | 3,71   | 2,86  | 1,00  | 3,57  |         |
| Mediana                             | 8     | 4       | 3        | 5      | 5     | 3       | 4      | 3     | 1     | 2     |         |
| Moda                                | 8     | 4       | 3        | 5      | 5     | 2       | 4      | 2     | 1     | 2     |         |
| Desviación standar                  | 0,98  | 0,95    | 1,63     | 0,98   | 1,63  | 1,11    | 0,76   | 1,35  | 0,00  | 2,07  |         |

1 Luminosidad; 2 Humedad Relativa; 3 Temperatura media anual; 4 Continentalidad; 5 acidófila o basófila; 6 Humedad del suelo; 7 Tipo de suelo; 8 Nitrógeno; 9 Salinidad; 10 Materia orgánica y finalmente 11Correlación entre los valores óptimos ecológicos para cada especie y su moda.
Fuente: Camarero, J. J., 2009. 9430 Bosques montanos y subalpinos de Pinus uncinata (en sustratos yesosos o calcáreos) (*). En: VV.AA., Bases ecológicas preliminares para la conservación de los tipos de hábitat de interés comunitario en España. Madrid: Ministerio de Medio Ambiente, y Medio Rural y Marino. 64 p; www.tela-botanica.org
La tabla arriba adjunta es un listado de los valores óptimos ecológicos de cada especie según www.tela-botanica.org -sin ajustar a frecuencia de cada una de las especies asociadas a Pinus sylvestris var iberica-  y se calcula Media geométrica, mediana y moda, usando esta última como criterio para establecer el óptimo ecológico de la Asociación correlacionarlas. Así, a la vista de los datos, se comprueba que Juniperus communis subsp. communis es la que presenta más coincidencias con los valores de la Moda calculada.
En conclusión -y a falta de ajustes y más datos de óptimos ecológicos de otras especies presentes en esta Asociación- el óptimo ecológico de Pinus sylvestris var iberica se ubica en zonas muy abiertas, con una temperatura media anual de 9 °C, con un 30% de Humedad Relativa media, una temperatura media de las máximas de 21 °C, neutrófila; en ambientes típicos de zonas abiertas y cubiertas de vegetación rastrera o en cojines con hojas crasas o escamosas, propia de ambientes mesoxerófilos; de suelos arcilloso-limosos muy pobres en nutrientes y muy poca salinidad.